# Pieter Dirk Torensma
Pieter Dirk Torensma (Leeuwarden, 22 april 1944) is een Nederlandse kunstschilder. Hij woont en werkt in Huins, bij Leeuwarden.
Torensma wordt gezien als een van de belangrijkste vertegenwoordigers van New Age kunst in Nederland. Na het voltooien van opleidingen aan de Kunstacademie Minerva in Groningen en de Jan van Eyck Academie in Maastricht, heeft hij zich aanvankelijk gericht op de Indiase en Tibetaanse mandala schilderijen. Zijn schilderijen zijn daardoor populair in de New Age scene en veelvuldig te vinden in meditatieruimtes. Vanaf de jaren negentig heeft Torensma de mandala kunst achter zich gelaten en spelen de natuur en de natuurwetenschap een grotere rol in zijn schilderijen. In het werk van Torensma is veel symboliek terug te vinden uit de Vrijmetselarij.

## Lijst van werken
- Aquarius - 1971 - 96,5 x 73 cm - Acrylic on paper

- Bloemenkind - 1972 - 65 x 50 cm - Acrylic on paper

- Het Derde Oog - 1973 - 50 x 65 cm - Acrylic on paper

- Naar de nieuwe Aarde - 1973 - 60 x 80 cm - Acrylic on hard-board

- De weg van de Pelgrim - 1977 - 50 x 75 cm - Natural tempera

- Mandala De Elementen - 1980 - 100 x 70 cm - Natural tempera

- Mandala De Elementen IV - 1983 - 70 x 100 cm - Natural Tempera

- Mandala De Elementen V - 1983 - 70 x 100 cm - Natural Tempera

- Mandala De Elementen VI - 1984 - 70 x 100 cm - Natural Tempera

- Geboorte van Venus - 1980 - 100 x 70 cm - Natural Tempera

- Kosmische Tempel - 1984 - 90 x 61 cm - Natural Tempera

- Herrijzenis - 1981 - 62 x 80 cm - Natural Tempera

- Dageraad (Portret van de Indische Maanvlinder) - 1987 - Diameter: 65 cm - Natural Tempera

- Het Azuren Gewelf - 1988 - 79 x 62 cm - Natural Tempera

- Het Offer - 1989 - 62 x 79 cm - Natural Tempera

- Mandala Heelbeeld I - 1985 - 68 cm - Natural Tempera

- Mandala Heelbeeld XI - 1989 - 46 cm - Natural Tempera

- Mandala Heelbeeld XII - 1989 - 69 cm - Natural Tempera

- Mandala Heelbeeld VIII - 1988 - 51,5 cm - Natural Tempera

- Lichtstudie VIII - Etude de Lumiere VIII - 1985 - 66 cm - Natural Tempera

- Ovala I - 1990 - 62 x 79 cm - Natural Tempera

- Ikoon voor Geometer I (DNA) - 1995 - 90 x 60 cm - Natural Tempera

- Icon for Geometer IV (Snow crystals) - 1997 - 90 x 60 cm - Natural Tempera

- Geliefde in Mijn Tuin - 1995 - 57 x 90 cm - Natural Tempera

- Vogelman in Mijn Tuin - 1996 - 57 x 90 cm - Natural Tempera

- Dans der Atomen - 1994 - 88 x 60 cm - Natural Tempera

- Horizons I - 1993 - 60 x 88 cm - Natural Tempera

- Temple Of Humanity - 1998 - 63 x 88 cm - Natural Tempera

- Ikoon voor Geometer V - 1998 - 90 x 60 cm - Natural Tempera

- Ikoon voor Geometer III - 1996 - 90 x 60 cm - Natural Tempera

- Dans der Atomen II - 2002 - 60 x 80 cm - Natural Tempera

- Garden of Love's Sleep - 2001 - 57 x 90 cm - Natural Tempera

- Temple in the Forest - 2000 - 63 x 94 cm - Natural Tempera

- Templum Novae Lucis - 2001 - 63 x 94 cm - Natural Tempera

- Yoni and the Whales - 1979 - 86 x 58 cm - Natural Tempera

- Binnen het Diepe en Stralende... (Dante) - 1999 - 64 x 94 cm - Natural Tempera

- Yndra's Web - 1999 - 64 x 93 cm - Natural Tempera

- Sjangri-La - 2002 - 90 x 60 cm - Natural Tempera

- The Divine Monochord - 2003 - 90 x 60 cm - Natural Tempera

- Ikoon voor Geometer VI - 2002 - 90 x 60 cm - Natural Tempera

- Blijde tijding - 2003 - 50 x 65 cm - Natural Tempera

- Vernieuwing (jonge esdoorn en oude acacia) - 2005 - 93 x 60 cm cm - natural tempera/aquarel board

- Ikoon voor Geometer VIII - 2006 - 90 x 60 cm - Natural Tempera

- Trikuti - 2006 - 60 x 90 cm - Natural Tempera

- 'Persona'-maskers - 'Persona'-masks - 2007 - 90 x 60 cm - Natural Tempera

- Ikoon voor Geometer X - De Grote Geometer - 2008 - 90 x 60 cm - Natural Tempera